# Station Stražisko
Železniční zastávka Stražisko (Nederlands: Spoorweghalte Stražisko, Duits vroeger: Straschisko) is een station in de Tsjechische gemeente Stražisko. Het station is onder beheer van de SŽDC en wordt bediend door stoptreinen van de České Dráhy.
Prostějov hlavní nádraží ↔ Prostějov místní nádraží ↔ Kostelec na Hané ↔ Lutotín ↔ Zdětín u Prostějova ↔ Ptení ↔ Stražisko ↔ Čunín ↔ Křemenec ↔ Konice ↔ Jesenec ↔ Dzbel ↔ Šubířov ↔ Nectava ↔ Chornice